# AgustaWestland AW609
Die AgustaWestland AW609, früher Bell/Agusta BA609, ist ein senkrechtstartendes Kipprotor-Wandelflugzeug (engl.: Tilt Rotor) ähnlich der Bell-Boeing V-22. Seit 2011 wurde das Projekt von AgustaWestland betrieben; das Unternehmen wurde 2016 in den Rüstungskonzern Finmeccanica eingegliedert, welcher seit 2017 den Firmennamen Leonardo trägt.

## Geschichte
Bell-Boeing stellte Ende 1996 das Konzept eines zivilen Kipprotor-Flugzeugs D-600 vor; der Erstflug als BB609 sollte aus damaliger Sicht im Jahr 1999 erfolgen und die Auslieferung ab 2001. Im September 1998 gaben Bell und Agusta bekannt, das Projekt unter dem Namen BA609 fortzuführen und zeigten einen ersten Prototyp auf Ausstellungen.
Zwei Unfälle der V-22 Osprey mit 23 Toten im April und Dezember 2000 verzögerten die eng verwandten Projekte, finanzielle Kürzungen ebenfalls. Die ersten Bodenversuche der BA609 begannen schließlich am 6. Dezember 2002. Der Erstflug erfolgte am 7. März 2003 in Arlington (Texas/USA) durch die Piloten Roy Hopkins und Dwayne Williams. Das Flugzeug ist für ein bis zwei Besatzungsmitglieder sowie bis zu neun Passagiere ausgelegt. Seit 2011 wurde das Projekt von AgustaWestland betrieben.
Aufgrund von Problemen in der Entwicklung bei der V-22 Osprey wurde auch dieses Projekt immer wieder verzögert, da es technisch eng mit der militärisch genutzten Osprey verwandt ist. So funktioniert beispielsweise die Übertragung der Signale für die Flugsteuerung ohne mechanische Teile. 2014 fanden unter der Aufsicht der Federal Aviation Administration erfolgreiche Autorotations-Tests in Texas statt.
Die Verkehrszulassung durch die Europäische Agentur für Flugsicherheit (EASA) sowie die US-amerikanische FAA war für das Jahr 2017 geplant. Nach dem Unfall im Oktober 2015 (siehe Zwischenfälle) verzögerte sie sich mit Stand Mai 2018 bis mindestens Ende 2019.
Am 15. April 2016 wurden Tests am 1. Prototyp (A/C1) wieder aufgenommen. Am 4. Mai 2016 erfolgte erstmals ein Ground Run mit dem 3. Prototyp (A/C3) in Cascina Costa (Italien). Im Mai 2016 war der 4. Prototyp (A/C4) in Philadelphia, PA (USA) in der Bauphase.
Im Februar 2018 gab Leonardo bekannt, dass das US-amerikanische Helikopterunternehmen ERA Group zwei Flugzeuge für das Jahr 2020 bestellt habe.
Der vierte Prototyp mit dem Kennzeichen N609PH flog erstmals am 23. Dezember 2019 in Philadelphia im US-Bundesstaat Pennsylvania. Das Flugzeug ist das erste Exemplar des Musters, das dem Serienstandard entspricht und soll in der neuen Kategorie „Powered Lift“ der US-Luftfahrtbehörde FAA zugelassen werden. Die Fertigstellung eines ersten seriell gefertigten Exemplars sollte 2021 erfolgen.[veraltet]
2023 wurde eine Zertifizierung im Jahr 2024 für möglich gehalten.

## Flugleistung im Vergleich
Das Besondere an der AW609 ist, dass sie wie ein Hubschrauber senkrecht starten und landen kann, aber auch eine hohe Fluggeschwindigkeit erreicht. Dies wird durch zwei groß dimensionierte Triebwerke und die Bauweise mit Kipprotoren ermöglicht. Im Vergleich mit einem konventionellen Hubschrauber wie etwa dem HAL Dhruv, der bei einer Nutzlast von 2500 kg bis zu zwölf Passagiere aufnehmen kann, hat die AW609 ungefähr die doppelte Triebwerksleistung und das zweifache Leergewicht. Dafür ist sie jedoch mehr als doppelt so schnell und kann fast viermal so weit fliegen.

## Zwischenfälle
Am 30. Oktober 2015 stürzte der zweite Prototyp mit dem Luftfahrzeugkennzeichen N609AG nahe Santhià im Nordwesten Italiens bei einem Testflug ab. Beide Piloten kamen ums Leben.
Das Flugzeug zerbrach etwa 27 Minuten nach dem Start in der Luft, während die Piloten einen Sturzflug bei hoher Geschwindigkeit – 293 Knoten (542 km/h) – ausführten. Auf dem Unglücksflug wurden erstmals Modifikationen am Heck sowie an den flugmechanischen Steuerungsregeln getestet. Diese führten den Untersuchungsbehörden zufolge während des Sturzflugs zu einer Taumelschwingung, d. h. zu einem abwechselnden Schwingen um die Längs- und Hochachse, was letztlich zum Auseinanderbrechen des Prototyps führte. Im Juni 2016 wurde bekanntgegeben, der Hersteller müsse auf Basis der Erkenntnisse zum einen seine Computermodelle zur Vorherberechnung des Flugverhaltens überprüfen und zum anderen die Flugkontrollsysteme überarbeiten. Die Flugerprobung wurde im August 2016 wieder aufgenommen.

## Technische Daten

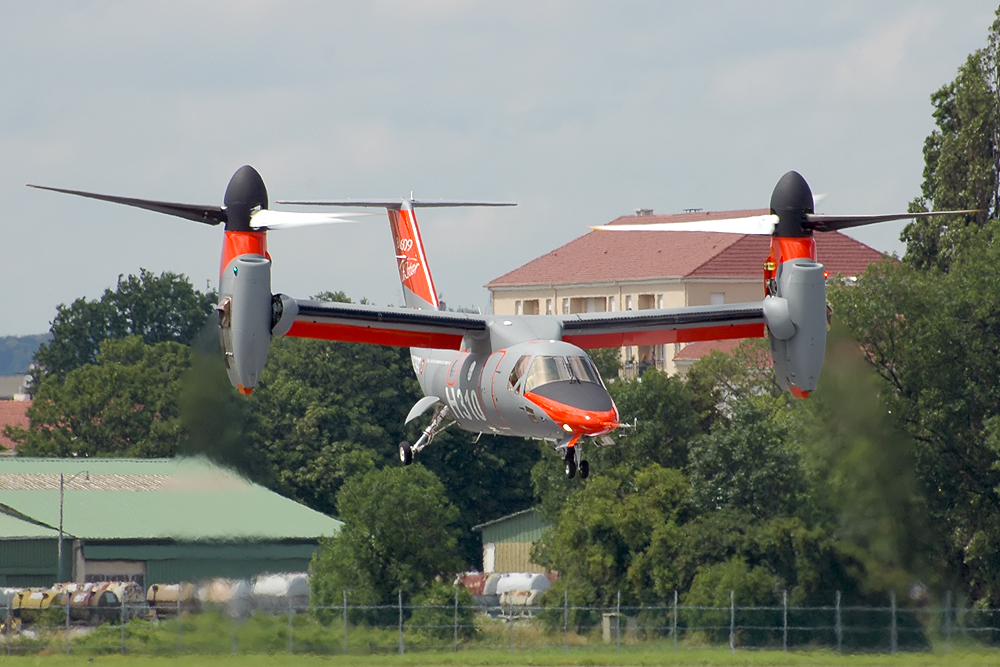
BA609 auf der Paris Air Show 2007

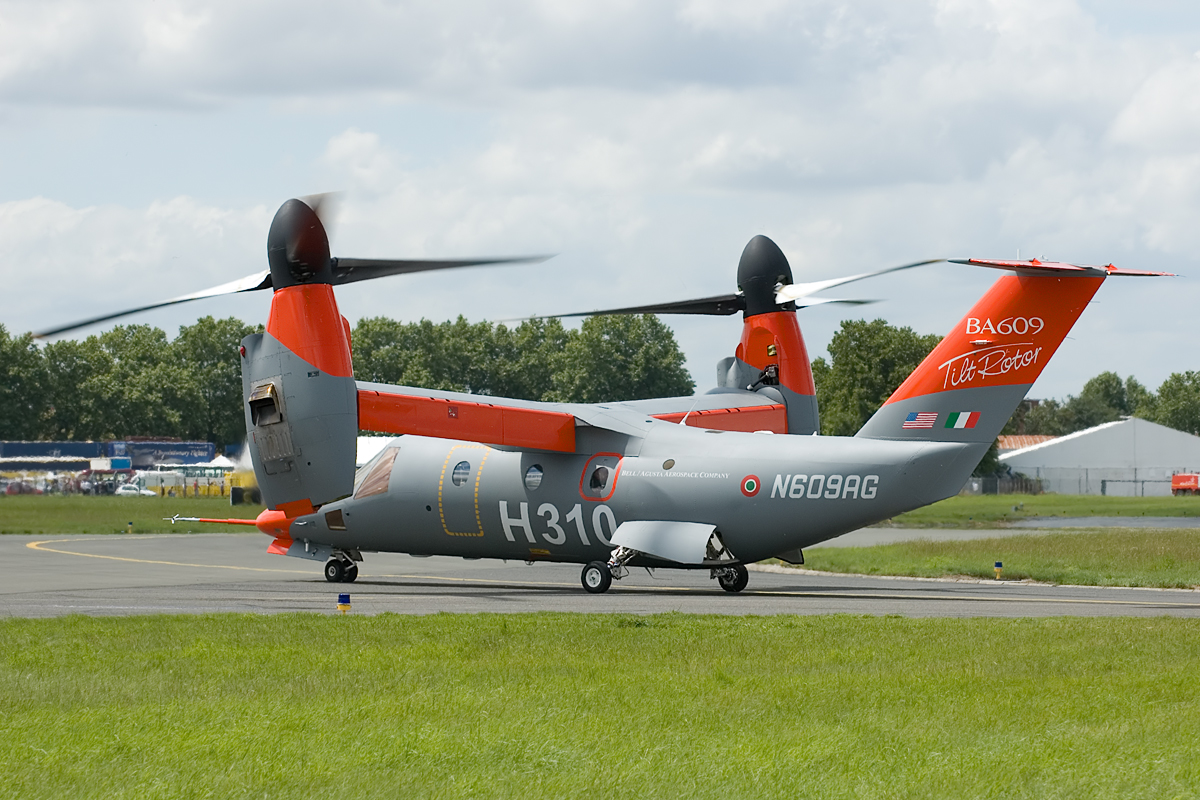
Bell Agusta BA609

| Kenngröße                    | Daten                                                                                                  |
| ---------------------------- | --- |
| Besatzung                    | 1–2 |
| Passagiere                   | 6–9 |
| Länge                        | 14,10 m (Angabe von AgustaWestland)                                                                    |
| Höhe                         | 4,5 m / 5,1 m (Angabe von AgustaWestland)                                                              |
| Flügelspannweite             | 11,7 m                                                                                                 |
| Rotordurchmesser             | 7,93 m                                                                                                 |
| Gesamtbreite                 | 18,29 m (Hauptrotoren laufend)                                                                         |
| Leermasse                    | 4765 kg                                                                                                |
| Nutzlast                     | 2500 kg                                                                                                |
| Gesamtmasse                  | 7260 kg (max.)                                                                                         |
| Startmasse                   | 7631 kg (max.)                                                                                         |
| Triebwerke                   | Pratt & Whitney PT6C-67A                                                                               |
| Startleistung                | 2 × 1447 kW                                                                                            |
| Dauerleistung                | 2 × 1249 kW                                                                                            |
| Reisegeschwindigkeit         | 510 km/h (max.)                                                                                        |
| Schwebeflug ohne Bodeneffekt | 1501 m (max.)                                                                                          |
| Flughöhe                     | 7625 m (max.)                                                                                          |
| Reichweite                   | 1296 km (max., Standardtanks) (Angabe von AgustaWestland) 1390 km (max., mit Zusatztank, ohne Reserve) |
| Preis                        | etwa 10 Mio. US-Dollar                                                                                 |
| Betriebskosten               | etwa 875 US-Dollar pro Stunde                                                                          |